# AIDC F-CK-1 Ching-Kuo
AIDC F-CK-1 Ching-Kuo(經國號戰機) är taiwanesiskt jakt- och attackplan uppkallat efter president Chiang Ching-kuo. Då USA:s regering inte gav Taiwan tillstånd att köpa Northrop F-20 Tigershark i början av 1980-talet beslöt sig den taiwanesiska regeringen för att utveckla ett eget stridsflygplan. Det amerikanska embargot gällde inte teknisk assistans, varför ett flertal amerikanska företag deltog i projektet. 130 flygplan är i tjänst i det taiwanesiska flygvapnet.

## Utveckling
Bland dessa hade General Dynamics hand om själva flygkroppen, som är byggd med en sammansmältning av vingen och flygkroppen liknande den som används för F-16. Radarn, Golden Dragon GD-53 är baserad på AN/APG-67(V)-radaren framtagen för F-20 men innehåller viss teknik från Westinghouse AN/APG-66-radarn som F-16A/B använder. Garrett ledde utvecklandet av motorerna, som är baserade på deras Garrett TFE731, men med efterbrännkammare. Det första flygplanet flög 1989.

## Beskrivning
AIDC F-CK-1 Ching-Kuo är ett tvåmotorigt lätt jakt- och attackplan. Planet är av konventionell konstruktion, med en svept vinge, lufintag placerade lågt vid sidan av flygkroppen i höjd med förarkabinens bakkant och traditionellt stjärtparti med en fena och helt rörlig stabilisator. Konstruktionsmaterialet är i första hand aluminium. Vingen och flygkroppen är sammansmält. Flera delsystem är taiwanesiska varianter av amerikanska motsvarigheter, framtagna i samarbete mellan amerikanska och taiwanesiska företag.

## I tjänst

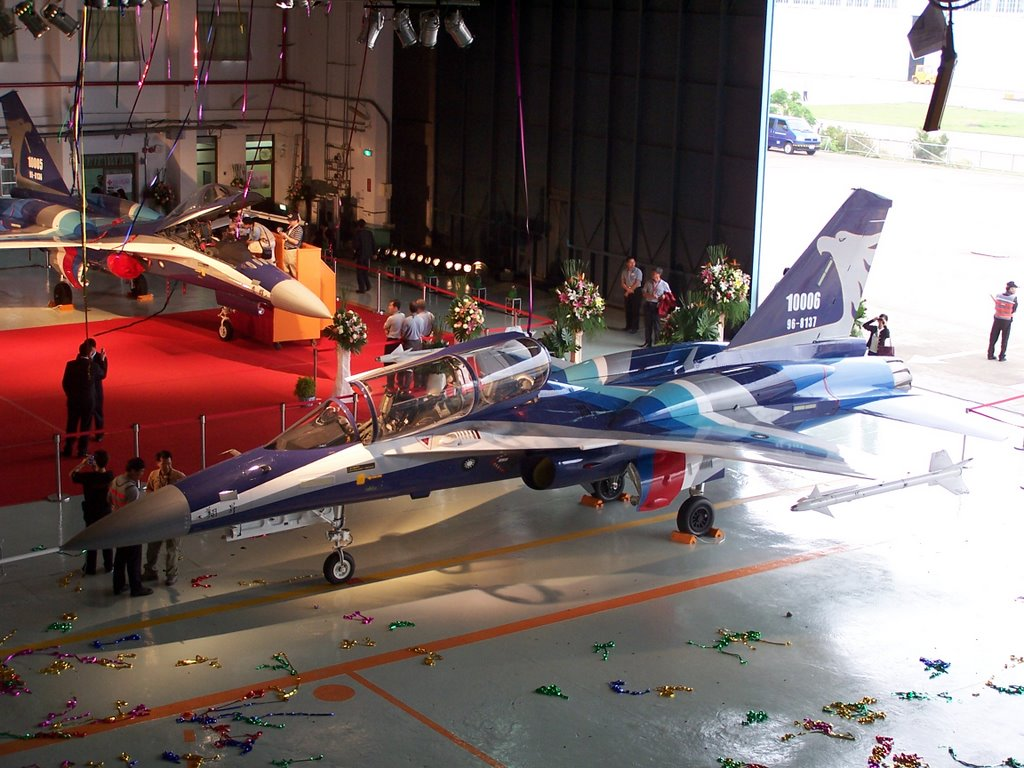
F-CK-1C och F-CK-1D i samband med att de visas offentligt för första gången.

I februari 1994 tog det taiwanesiska flygvapnets 7:e flottilj division officiellt emot de första fyra flygplanen. Året innan hade den taiwanesiska regeringen meddelat att endast 130 flygplan skulle komma att tillverkas, och att antalet flottiljer skulle skäras ner från planerade fyra till två. F-CK-1 Ching Kuo utgör i dagsläget (2011) tillsammans med F-16 och Dassault Mirage 2000 det taiwanesiska flygvapnets viktigaste stridsflygplan.
I nuläget (2011) pågår som bäst ett moderniseringsprogram till F-CK-1C/D standard med bättre radar, elektroniska motmedelssystem, två nya balkplatser, moderniserad IFF och diverse andra avionikmodifieringar. Till att börja med skall 71 flygplan moderniseras, eventuellt hela flottan. De första moderniserade planen levererades till flygvapnet under sommaren 2011.

## Varianter
För planet används ibland beteckningen IDF, som står för engelska Indigenous Defence Fighter, inhemskt jaktplan.
- F-CK-1A Ursprunglig ensitsig variant.
- F-CK-1B Ursprunglig tvåsitsig variant.
- F-CK-1C Moderniserad ensitsig variant.
- F-CK-1D Moderniserad tvåsitsig variant.

AIDC har föreslagit en variant för export som avancerat skolningsflygplan. Planet skulle sakna radar, auotomatkanon och elektroniska motmedelssystem.

## Besläktade flygplan
- Lockheed Martin F-16 Fighting Falcon